# Saeid Safarzadeh
Saeid Safarzadeh (Tabriz, 21 september 1989) is een Iraans wielrenner die laatstelijk voor het Tianyoude Hotel Cycling Team uitkwam.

## Carrière
In 2015 behaalde Safarzadeh zijn eerste profoverwinning toen hij in de tweede etappe van de Ronde van Iran een sprintende groep voorbleef. In die etappe verzamelde hij genoeg punten om de leiderstrui van het bergklassement over te nemen van Mohsen Rahmanibeiragh. Zijn leidende positie wist hij met succes te verdedigen, waardoor hij Rahim Ememi opvolgde als winnaar van het bergklassement.
In 2017 won Safarzadeh wederom een etappe in de ronde van zijn thuisland: in Tabriz, de stad waar hij werd geboren, kwam hij solo als eerste over de finish in de derde etappe. Een jaar later werd hij Iraans kampioen op de weg. In 2023 wist hij nationaal kampioen te worden op de weg en in de tijdrit.

## Overwinningen
2015
2e etappe Ronde van Iran (Azerbeidzjan)
Bergklassement Ronde van Iran (Azerbeidzjan)
2017
3e etappe Ronde van Iran (Azerbeidzjan)
2018
Bergklassement Ronde van Mevlana
 Iraans kampioen op de weg, Elite
5e etappe Ronde van Iran (Azerbeidzjan)
Bergklassement Ronde van Iran (Azerbeidzjan)
2019
 Iraans kampioen tijdrijden, Elite
2021
 Iraans kampioen op de weg, Elite
2022
4e etappe Ronde van Iran (Azerbeidzjan)
Bergklassement Ronde van Iran (Azerbeidzjan)
2023
1e etappe Ronde van Sakarya
 Iraans kampioen op de weg, Elite
 Iraans kampioen tijdrijden, Elite
5e etappe Ronde van Iran (Azerbeidzjan)
Eind- en bergklassement Ronde van Iran (Azerbeidzjan)
2025
4e etappe Ronde van Iran (Azerbeidzjan)
Eindklassement Ronde van Iran (Azerbeidzjan)

## Ploegen
2012 –  Tabriz Petrochemical Team
2013 –  Tabriz Petrochemical Team
2014 –  Tabriz Shahrdari Ranking
2015 –  Tabriz Shahrdari Team
2016 –  Tabriz Shahrdari Team
2017 –  Tabriz Shahrdary Team
2018 –  Tabriz Shahrdary Team
2019 –  Tianyoude Hotel Cycling Team
2020 –  Tianyoude Hotel Cycling Team
2022 –  Arvich Shargh Omidnia
2023 –  Tianyoude Hotel Cycling Team (vanaf 28-06)
2024 –  Tianyoude Hotel Cycling Team (tot 04-10)
2025 –  Tianyoude Hotel Cycling Team (vanaf 05-03)
Alizadeh · Khorshid · Lotfi · Mizbani · B. Najafi · F. Najafi · Pourhashemi · Safarzadeh